# Жабино (Гагаринский район)
Жабино — деревня в Гагаринском районе Смоленской области России. Входит в состав Акатовского сельского поселения. Население — 3 жителя (2007 год). Расположена в северо-восточной части области в 8 км к северо-востоку от Гагарина, в 8 км севернее автодороги М1 «Беларусь», на берегу реки Петровки. В 5 км южнее деревни расположена железнодорожная станция Колесники на линии Москва — Минск.

## История
В годы Великой Отечественной войны деревня была оккупирована гитлеровскими войсками в октябре 1941 года, освобождена в марте 1943 года.